# Arvi Korhonen
Arvi Heikki Korhonen, född 
den 9 januari 1890 i Utajärvi, död den 26 december 1967 i Helsingfors, var en finländsk historiker och professor i allmän historia vid Helsingfors universitet 1949–59.

## Drivvedsteorin
Under andra världskriget tjänstgjorde Arvi Korhonen i högkvarteret, och befordrades till major 1942. Korhonen studerade bl.a. Finlands ställning under andra världskriget i Barbarossa-suunnitelma ja Suomi (1961), där han är känd för drivvedsteorin som går ut på att Finland sakteligen drevs in i fortsättningskriget, som just drivved. Finland gjorde enligt honom inget medvetet val. Teorin kritiserades först på amerikanskt håll, av C. Leonard Lundin, vars verk Finland in the Second World War utkom 1957. Enligt honom hade Finland aktivt förberett sig för ett krig vid Tysklands sida och dess ledare hade i flera kritiska skeden agerat oberoende av riksdagen. Korhonens recension i Suomen Kuvalehti under rubriken med den talande rubriken "En amerikan agerar domare över Finlands krigstida politik" var bitsk. Korhonen provocerades också till att skriva Barbarossa-suunnitelma ja Suomi (1961), där hann underströk att Finlands militära ledning inte hade förbundit sig att på ett organiskt sätt delta i Barbarossa-planens fullföljande. Ilkka Herlin har funnit bevis för att Korhonen under sin materialinsamling stötte på källor, som avslöjade ett betydligt aktivare engagemang från Finlands sida. Istället för att lyfta fram fynden teg han om dem. Ohto Manninen har i sin analys av verket påpekat att det knappast var en slump att Barbarossa-suunnitelma ja Suomi publicerdes i stora upplagor just hösten 1961. Korhonen hörde till Urho Kekkonens motståndarläger och boken fungerade som ett indirekt inlägg i den intriganta kampanjen inför presidentvalet 1962.
Arvi Korhonen tillhörde vid sidan av Pentti Renvall och Eino Jutikkala professorseliten i det finländska historikerskrået vid Helsingfors universitet. Hans elever var mest framgångsrika och tog över nästan alla vakanta stolar i s.k. allmän historia mellan 1950 och 1980. När de nya universiteten grundades i Uleåborg, Tammerfors, Jyväskylä och Joensuu och dess personal utökades, hade majoriteten av deras disputerat vid Helsingfors universitet. 
Arvi Korhonen är begravd i Utajärvi i Niska kyrkogård.